# The New Perry Mason
The New Perry Mason ist eine US-amerikanische Fernsehserie des Senders CBS aus den Jahren 1973 und 1974. Die Serie ist eine Neuauflage der von 1957 bis 1966 ebenfalls auf CBS laufenden Serie Perry Mason um die von Erle Stanley Gardner entwickelte Figur des Anwalts Perry Mason.

## Handlung
Alle Hauptfiguren der Originalserie sind in der Neuauflage zu sehen, zusammen mit Gertie, einer Empfangsdame, die im Original von Connie Cezon gespielt wurde und nur selten zu sehen war. Handlung und Stil entsprachen denen des Originals. Die bekannte Titelmelodie des Originals, Park Avenue Beat, wurde durch eine allgemeine dramatische Fanfare ersetzt.

## Produktion

### Entwicklung
Obwohl mehrere Produktionsmitarbeiter an der ursprünglichen Serie mitgewirkt hatten (u. a. der ausführende Produzent Cornwell Jackson, die Produzenten Ernie Frankel und Art Seid sowie der Regisseur Arthur Marks), wurde die Serie ohne die Mitwirkung von Mitgliedern der ursprünglichen Besetzung produziert, wobei Monte Markham die Rolle übernahm, die Raymond Burr in der ursprünglichen Serie spielte. Die von 20th Century Fox Television produzierte Serie wurde in der Saison 1973/74 sonntags um 19:30 Uhr auf CBS ausgestrahlt, demselben Sender, auf dem auch die Originalserie lief.

### Einstellung
Die Neuauflage wurde nach 15 Folgen abgesetzt, nachdem es nicht gelungen war, The Wonderful World of Disney (NBC) und FBI (ABC) in den Einschaltquoten auf dem Sonntagabend-Sendeplatz zu überholen. Mit einer Einschaltquote von 13,1 rangierte sie auf Platz 71 von 80 Sendungen, die in dieser Saison ausgestrahlt wurden. Sie wurde durch die Serie Apple’s Way ersetzt.